# Bottornya
Bottornya (1887-ig Podturen, horvátul: Podturen, vendül Pottüren vagy Pottören) falu és község (járás) Horvátországban, Muraköz megyében.

## A község (járás) települései
Alsóferencfalva, Bottornya, Celine, Mikófa, Muraszilvágy és Muraújfalu.

## Fekvése
Csáktornyától 14 km-re északkeletre, a Mura jobb partján fekszik.

## Története
A település első írásos említése 1367-ben "villa Tornu, Torn" alakban történt, de Szent Márton tiszteletére szentelt egyházát már 1334-ben említik. 1458-ban bíráját "judex de Twrnya" néven említik. 1495-ben egy helyi nemes nevében fordul elő "Kristoferus Fadan de Turan" néven. 1490-ben "Thwrren", 1496-ban "Turan", 1505-ben "Thoren alio nomine Thwrn" alakban szerepel a korabeli forrásokban. Nevét a 14. század elején itt birtokos Hédervary-Poth családról kapta. A "Poth-tornya" pedig az ő itteni lakótornyukat jelölte. Ennek lakótoronynak a bővítésével épülhetett egykor a 15. században említett Turen (Turnlein) vára, amely 1443-ban a Cilleieké volt. Felszíni nyoma nem maradt. A település később vásáros hely lett mezővárosi ranggal. 1477-ben a csáktornyai uradalommal együtt Hunyadi Mátyás Ernuszt János budai nagykereskedőnek és bankárnak adományozta, aki megkapta a horvát báni címet is.
A 15. század végén és a 16. század elején Fadan (Fodan) Kristófé volt, akinek itteni várnagyát 1501-ben említik. 1501-ből ismert a templom Ambróz nevű papja is, akit két káplán segített. 1540-ben a csáktornyai Ernusztok kihalása után az uradalom rövid ideig a Keglevich családé, majd 1546-ban I. Ferdinánd király adományából a Zrínyieké lett. 1601 szeptemberében 24 ezer főnyi keresztes had gyűlt itt össze, hogy visszafoglalja a töröktől megszállt Kanizsa várát. Zrínyi György tárnokmester idejében elterjedt a protestantizmus a Muraközben is, 1637-ben a templomnak evangélikus prédikátora volt. Miután Zrínyi Pétert 1671-ben felségárulás vádjával halálra ítélték és kivégezték, minden birtokát elkobozták, így a birtok a kincstáré lett. 1693-ban mezővárosként említik, iskoláját pedig 1688-ban említik először. Az 1693-as egyházi vizitáció szerint már újra csak katolikusok éltek a településen.
1708-ban II. Rákóczi Ferenc hadai a Muraközzel együtt Bottornyát is elpusztították. Az 1718-as összeírás szerint Bottornya 39 háztartásából 26 jobbágy volt, negyed, vagy nyolcad jobbágytelekkel. A többiek zsellérek voltak. Az uradalmon kívül a Barics családnak, majd a 18. század második felében a Kos-Hendri családnak is voltak itt birtokai. III. Károly 1719-ben az uradalommal együtt szolgálatai jutalmául elajándékozta Althan Mihály János cseh nemesnek. 1786-ban Bottornyán 116 ház állt, bennük 125 család, 725 lakos élt. Nyolc nemes, hét iparos és kereskedő is élt itt. 1791-ben az uradalmat gróf Festetics György vásárolta meg és ezután 132 évig a tolnai Festeticsek birtoka volt. 1828-ban 130 házban 965 lakos élt, közülük 949 katolikus és 16 zsidó. 1857-ben 210 ház állt itt 1281 lakossal, egy magyar kivételével mind horvátok. Iskola is működött itt két tanítóval és 119 tanulóval. Az emeletes iskolaépület 1860-ban épült fel. A mai iskolát 1965-ben építették. 1900-ban 264 házában 1814 lakos élt, 11 izraelita kivételével mind római katolikusok. A legnagyobb lakosságszámot 1953-ban érte el a település 2629 lakossal.
Vályi András szerint " POTUREN. Horvát falu Szala Vármegyében, földes Ura Gróf Álthán Uraság, lakosai katolikusok leginkább, határjának középszerű mivóltához képest, második osztálybéli."
A településnek 1910-ben 2042 horvát lakosa volt. A trianoni békeszerződésig, majd 1941 és 1945 között újra Zala vármegye Csáktornyai járásához tartozott. 1920 és 1941 között, majd 1945-től Jugoszlávia része, 1991 óta pedig Horvátországé.

## Népesség
A 2001-es népszámlálás adatai szerint Bottornya községnek (járásnak) 4392 lakosa van, melynek 95%-a horvát, 4%-a cigány nemzetiségű. Magának Bottornya falunak ebből 1506 lakosa volt.

## Nevezetességei
- Szent Márton tiszteletére szentelt római katolikus plébániatemploma[4] a 14. században épült gótikus stílusban. Egyhajós épület sokszög záródású gótikus szentéllyel, a déli oldalán a sekrestyével, a harangtorony a nyugati homlokzat felett emelkedik. A kereszthajót három nagyméretű gótikus ablak látja el fénnyel. A templom a reformáció idején az evangélikusok használatában volt. 1793-ban barokk stílusban építették át, ekkor nyerte el mai formáját.
- A templom mellett a 18. században készített barokk kálvária áll, amelyet az 1768-as egyházi vizitáció már megemlít és amelyet 1806-ban és 2000-ben megújítottak.
- A kálvária közelében 1822-ben emelt barokk Szent Flórián szobor található.
- A plébánia épülete 1862-ben épült.